# Zale nigricans
Zale nigricans là một loài bướm đêm trong họ Erebidae.